# Hatea (fleuve)
Le fleuve Hātea  (anglais : Hātea River) est un cours d’eau de l’Île du Nord de la Nouvelle-Zélande.

## Géographie
Il s’écoule à partir du nord-est de la ville de Whangarei (en) en direction du sud et se jette dans la pointe nord du mouillage de ’Whangarei Harbour’ (en).
C’est la plus courte formation géologique constituant la limite de la ville. Les  berges le long de la partie inférieure sont constituées par des parcs et garrigues  avec une série de promenades utilisables quel que soit le temps .
Au niveau des chutes de Whangarei Falls (en) près de la ville de Tikipunga (en), le fleuve Hātea fait une chute de 26 m au-dessus d’une coulée de basalte. La chute, qui était initialement connue comme 'Otuihau', possède une zone de pique-nique depuis au moins les années 1890.

## Toponymie
L’épellation du nom du fleuve fut modifié de Hatea en  Hātea par le New Zealand Geographic Board en 2007 .